# Distretto di Berazino
Il distretto di Berazino (in bielorusso Бярэзінскі раён?) è un distretto (raën) della Bielorussia appartenente alla regione di Minsk.